# 国際標準化機構が定める国際標準一覧 (ISO 30000 以降)
ISO 20000 から ISO 29999 まで - 国際標準化機構が定める国際標準一覧
- ISO 30000 船舶及び海洋工学 - 船舶のリサイクルマネジメントシステム - 安全で環境に優しい船舶のリサイクル施設のためのマネジメントシステムの仕様
- ISO 30001 船舶及び海洋工学 - 解撤ヤードの標準ガイド[1]
- ISO 30002 船舶及び海洋工学 - 船舶リサイクルマネジメントシステム - 船舶リサイクル業者（及び見積もり契約）の選定の指針
- ISO 30003 船舶及び海洋工学 - 船舶リサイクルマネジメントシステム - 船舶リサイクルマネジメントの監査及び認証を提供する機関に対する要求事項
- ISO 30004 船舶及び海洋工学 - ISO 30000 の実施方法[1]
- ISO/PAS 30005 船舶及び海洋技術 - 船舶リサイクルマネジメントシステム - 造船工程及び運行における危険物の情報管理
- ISO 30006 船舶のリサイクルマネジメントシステム - 船舶に積載された危険物質の位置を示すための略図
- ISO 30007 船舶及び海洋工学 - 船舶のリサイクル中のアスベストの放出及びアスベストへの暴露を防止するための措置
- ISO/IEC 30122 情報技術 - ユーザインタフェース - 音声命令
- ISO/TS 30407 人的資源管理 - 採用単価
- ISO 31000 リスクマネジメント - 原則及び指針
- ISO/IEC 31010 リスクマネジメント - リスクアセスメント技法
- ISO 32000 文書管理 - ポータブルドキュメントフォーマット
- ISO 32100 ゴム又はプラスチック皮膜織物 - 物理試験及び機械試験 - フレクソメータ法による曲げ抵抗の求め方
- ISO/IEC TS 33030 情報技術 - プロセス評価 - 文書化された評価プロセスの例
- ISO/TR 37121 コミュニティの持続可能な開発 - 都市の持続可能な開発及びレジリエンスに関する既存の指針及びアプローチの要約一覧
- ISO/IEC 38500 企業のITガバナンス
- ISO/IEC 38505 情報技術 - ITガバナンス - データガバナンス
- ISO 41001 ファシリティマネジメントシステム - 要求事項及び利用の手引
- ISO 41011 ファシリティマネジメントシステム - 用語
- ISO 41012 ファシリティマネジメントシステム - 戦略的調達及び合意形成の手引
- ISO/IEC 42010 ソフトウェアを中心としたシステムのアーキテクチャ記述のための推奨規範[2]
- ISO 44001 提携事業関係のマネジメントシステム - 要求事項及び枠組み
- ISO/DIS 50001 エネルギーマネジメント - 要求事項及び使用のための手引き
- ISO/ASTM 51204 食品γ線プロセシング施設向けドシメトリ
- ISO/ASTM 51205 セリウム線量計測システム使用法
- ISO/ASTM 51261 放射線プロセシング向けドシメトリ・システムの選択と校正の手引き
- ISO/ASTM 51275 ラジオクロミックフィルム線量計測システムの使用法
- ISO/ASTM 51276 ポリメチルメタクリレート（PMMA）線量計測システムの使用法
- ISO/ASTM 51310 ラジオクロミック光学ガイド線量計測システムの使用法
- ISO/ASTM 51400 高線量ドシメトリ校正施設の特性化と性能
- ISO/ASTM 51401 重クロム酸塩線量計測システムの使用法
- ISO/ASTM 51431 食品加工のための電子ビーム及びX線(制限放射線)照射施設における線量測定の実施標準
- ISO/ASTM 51539 放射線感応インジケータの仕様のための手引
- ISO/ASTM 51540 ラジオクロミック液体線量計測システムの使用法
- ISO/ASTM 51631 電子線線量計測及び線量校正用カロリメトリック線量計測システムの使用法
- ISO/ASTM 51702 γ線プロセスシング向けドシメトリ
- ISO/ASTM 51818 放射線プロセシング用80～300 ｋeV電子線照射施設向けドシメトリ
- ISO/ASTM 51900 食品・農業製品放射線プロセシング向けドシメトリの手引
- ISO/ASTM 51939 血液照射線量測定の実施標準
- ISO/ASTM 51940 不妊化処理放虫計画のための昆虫照射ドシメトリ
- ISO/ASTM 52116 内蔵式乾燥貯蔵ガンマ線照射器の線量測定の実務
- ISO 80000 量及び単位
- ISO/TS 80004 ナノテクノロジー - 用語
- ISO 80601 医用電気機器
- ISO 81060 無侵襲血圧計
- ISO 81400 風力タービン
- ISO/IEC 90003 ソフトウェア工学 - コンピュータソフトウェアへのISO9001:2000の適用の指針
- ISO/IEC TR 90005 システム工学 - システムライフサイクルプロセスへのISO 9001の適用の指針